# Chilocorus cacti
Chilocorus cacti, là một loài bọ rùa trong họ Coccinellidae. Đây là loài bản địa vùng Caribe, Bắc Mỹ, Trung Mỹ và Nam Mỹ. Cá thể trưởng thành và ấu trùng ăn côn trùng bộ cánh nửa và người ta đã sử dụng loài bọ rùa này làm loài kiểm soát dịch bệnh sinh học.

## Mô tả
Trứng của Chilocorus cacti dài khoảng 1 mm (0,04 in), hình ô van và màu xám. Ấu trùng có hình trụ và lột xác ba lần, ấu trùng instar thứ tư dài khoảng 6 mm (0,24 in); ấu trùng có màu đen, có một bao màu nâu vàng, và có những gai lớn màu đen trên mặt lưng. Nhộng có hình kim cương, dài khoảng 5 mm (0,20 in),đốm đen và nâu, và cũng có gai.

## Sinh học
Cả con trưởng thành và ấu trùng của bọ rùa này đều là săn mồi, ăn côn trùng vảy; các loài được tiêu thụ thay đổi theo địa điểm nhưng Aonidiella aurantii, Aspidiotus destructor, Carulaspis minima, Coccus viridis, Melanaspis glomerata, Parlatoria blanchardi, Pseudaulacaspis pentagona, Selenaspidus articulatus, Hemiberlesia lataniae and Aulacaspis yasumatsui, nhiều trong số đó là dịch hại chính cây có múi và các cây trồng khác. Ngoài côn trùng có vảy, nó còn ăn các loài gây hại khác, chẳng hạn như rầy  Diaphorina citri  trên cam chanh.

## tham khảo
1. 1 2  
"Chilocorus cacti Report". Integrated Taxonomic Information System. Truy cập ngày 2 tháng 5 năm 2018.
2. ↑  "Chilocorus cacti species details". Catalogue of Life. Bản gốc lưu trữ ngày 11 tháng 11 năm 2020. Truy cập ngày 2 tháng 5 năm 2018.
3. ↑  
"Chilocorus cacti". GBIF. Truy cập ngày 2 tháng 5 năm 2018.
4. ↑  
"Chilocorus cacti Species Information". BugGuide.net. Truy cập ngày 2 tháng 5 năm 2018.
5. ↑  "Chilocorus cacti". Invasive Species Compendium. CABI. Truy cập ngày 20 tháng 10 năm 2020.
6. ↑  Zinan Wang; Yan Chen; Rodrigo Diaz. "The Cactus Lady Beetle: A Voracious Predator of Scale Insects" (PDF). LSU AgCenter. Truy cập ngày 20 tháng 10 năm 2020.